# Magland
Magland est une commune française située dans le département de la Haute-Savoie, en région Auvergne-Rhône-Alpes. Ses habitants sont les Maglanchards et les Maglanchardes. Elle se situe dans la vallée de l'Arve et borde la rivière du même nom (l'Arve).

## Géographie

### Description
La commune de Magland se situe dans la vallée de l'Arve entre Cluses et Sallanches, parfois incluse dans la cluse de l'Arve dans sa définition la plus large. Elle se compose de plusieurs grands hameaux tels que Gravin, Balme, Oëx, Luth, les Villards et appartient au canton de Sallanches. Elle s'étend du massif des Aravis (pointe d'Areu, 2 478 m), plus précisément de la chaîne du Reposoir, jusqu'au massif du Giffre (sommet du petit Colonné, 2 600 m). La moitié de Flaine fait partie de la commune de Magland et l'autre moitié d'Arâches.

### Réseau de communication
La commune est traversée par la ligne de La Roche-sur-Foron à Saint-Gervais-les-Bains-Le Fayet. La gare de Magland est desservie par des trains régionaux. Deux anciennes gares sont fermées : Balme-Arâches et Oëx.
Magland est également traversée par l'autoroute A40 mais les sorties les plus proches sont celles de Sallanches et de Cluses-Centre. La route RD 205 (anciennement RN 205) traverse le centre de Magland. Le projet de Funiflaine, qui a été abandonné en 2022, aurait dû relier la vallée de l'Arve, au lieu-dit de Bellegarde, à la station de Flaine.

## Urbanisme

### Typologie
Au 1er janvier 2024, Magland est catégorisée bourg rural, selon la nouvelle grille communale de densité à sept niveaux définie par l'Insee en 2022.
Elle appartient à l'unité urbaine de Magland, une unité urbaine monocommunale constituant une ville isolée,. Par ailleurs la commune fait partie de l'aire d'attraction de Cluses, dont elle est une commune de la couronne,. Cette aire, qui regroupe 12 communes, est catégorisée dans les aires de 50 000 à moins de 200 000 habitants,.

### Occupation des sols
L'occupation des sols de la commune, telle qu'elle ressort de la base de données européenne d’occupation biophysique des sols Corine Land Cover (CLC), est marquée par l'importance des forêts et milieux semi-naturels (82,9 % en 2018), une proportion sensiblement équivalente à celle de 1990 (82,7 %). La répartition détaillée en 2018 est la suivante : forêts (53,7 %), espaces ouverts, sans ou avec peu de végétation (22 %), milieux à végétation arbustive et/ou herbacée (7,2 %), zones urbanisées (6,6 %), zones agricoles hétérogènes (5 %), prairies (3,9 %), zones industrielles ou commerciales et réseaux de communication (1 %), espaces verts artificialisés, non agricoles (0,7 %).
L'IGN met par ailleurs à disposition un outil en ligne permettant de comparer l’évolution dans le temps de l’occupation des sols de la commune (ou de territoires à des échelles différentes). Plusieurs époques sont accessibles sous forme de cartes ou photos aériennes : la carte de Cassini (XVIIIe siècle), la carte d'état-major (1820-1866) et la période actuelle (1950 à aujourd'hui).

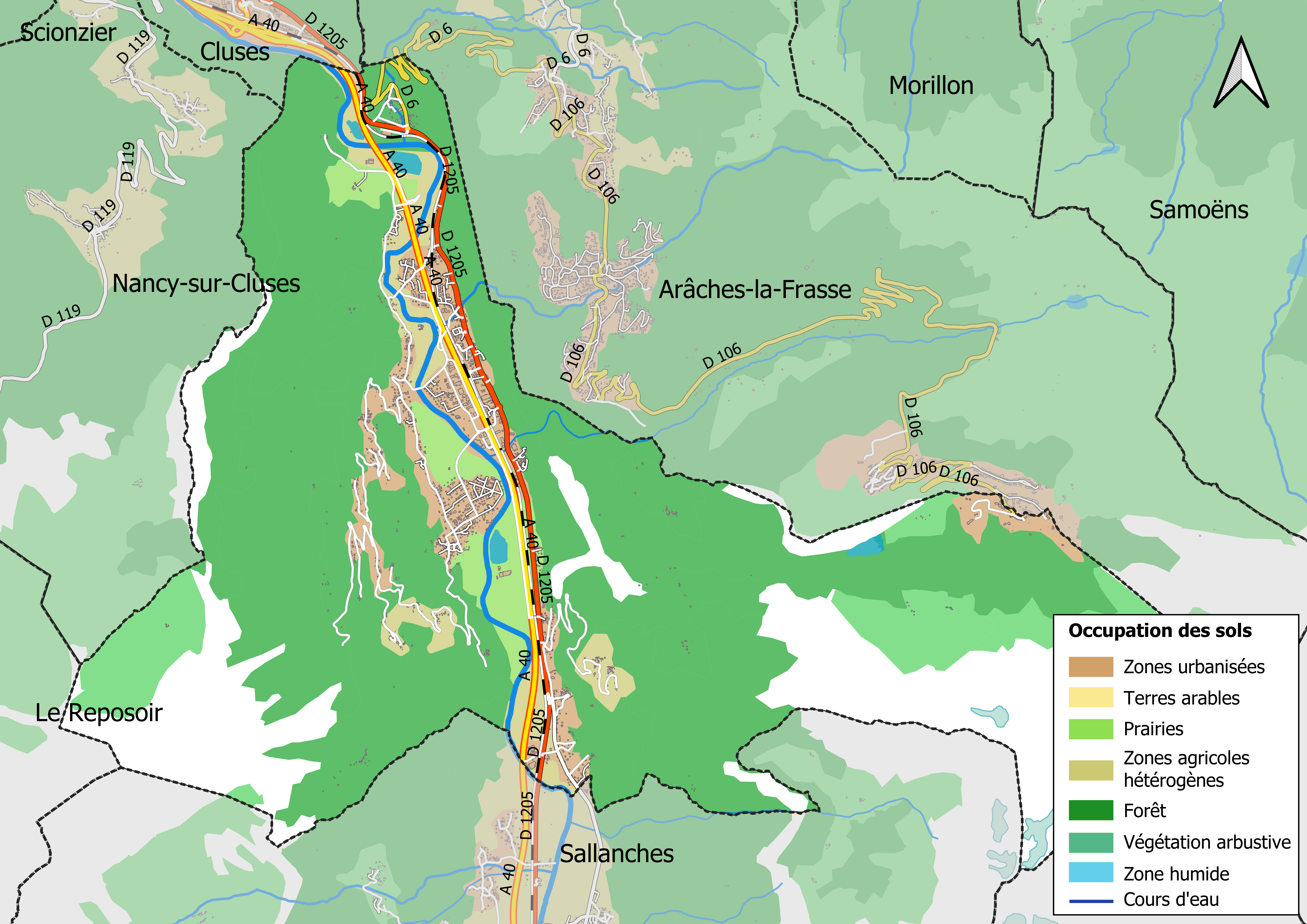
Carte des infrastructures et de l'occupation des sols en 2018 (CLC) de la commune.
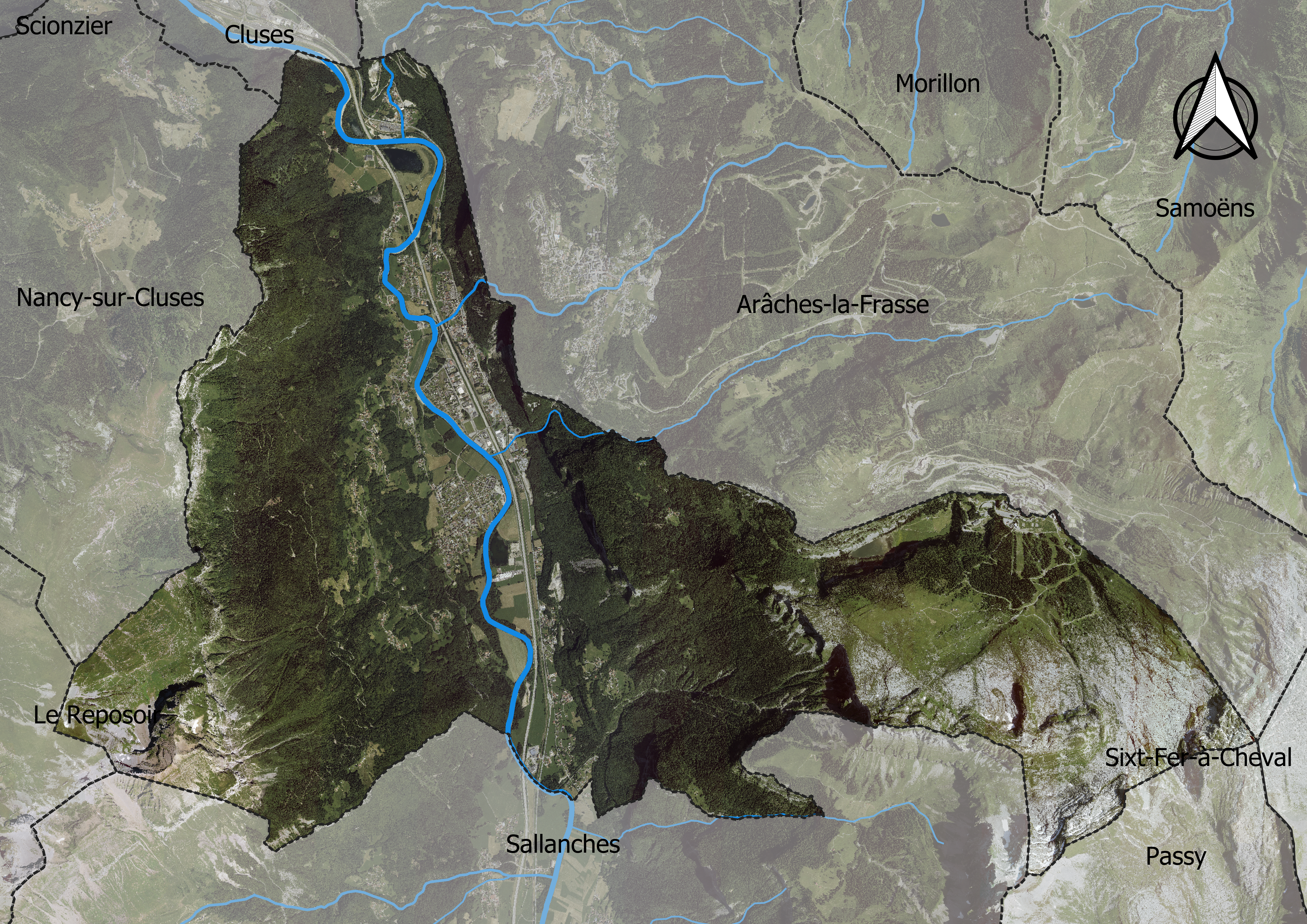
Carte orthophotogrammétrique de la commune.

## Toponymie
Magland est mentionné sous les formes Maglenz, vers 1344, Maglans, en 1432. Théodore Perrenot, auteur de La toponymie burgonde (1942), considérait qu'il pouvait s'agir d'un ancien nom d'origine burgonde *Maglens, dérivant d'un primitif *Magilingos, « chez les Magilingi »,.
En francoprovençal, le nom de la commune s'écrit Magyan, selon la graphie de Conflans.

## Histoire
L'émigration intense en 1726, vers la Suisse, puis vers l'Allemagne, pour exercer le métier de chaudronnier, permet aux habitants de Magland d'obtenir monopole du travail du cuivre, auquel s'ajoutait le trafic du métal usagé et le commerce ou la contrebande d'or et d'argent.
Cette émigration facilite l'installation de l'horlogerie dans la commune qui profite des anciennes relations commerciales qu'elle entretenait dans les régions de la langue allemande.
Cette commune de la vallée de l'Arve, la plus vaste du canton de Cluses, est riche d'une importante industrie du décolletage.

### L'avalanche de Gravin
Le 26 février 1844 à dix heures du soir, le hameau de Gravin fut victime d'une forte avalanche, cette dernière s'étant arrêtée  au niveau du pont qui traverse le torrent où se trouvait le moulin de la famille Cartier. La panique gagna rapidement les habitants du village, la maison ainsi que le moulin des Cartier ayant disparu sous la neige. Parmi les dégâts qui peuvent également être soulignés, la maison des Ravinet dont la toiture a été arrachée.
Le ménage des Cartier se composait à cette période du père, Joseph Cartier, de sa femme Angélique Delaplagne, de leurs deux fils Jean-Pierre et Alexandre Cartier, ainsi que de Louis Cartier (le frère de Joseph). La première personne retrouvée fut Louis Cartier, trouvé mort derrière la porte d'entrée enfoncée par l'avalanche. Ce fut ensuite autour d'Angélique Delaplagne d'être retrouvée également sans vie, étranglée par une poutre sur son lit. Le mari, Joseph Cartier, fut quant à lui trouvé sain et sauf, tout comme son fils Jean-Pierre réfugié dans le pèle. Ce ne fut toutefois que sur les onze heures du matin le lendemain que le fils, Alexandre, fut enfin dégagé des décombres. Ses membres étaient congelés, mais grâce aux bons soins prodigués par l'abbé Dubettier, alors vicaire, la victime fut rapidement rétablie.

## Politique et administration

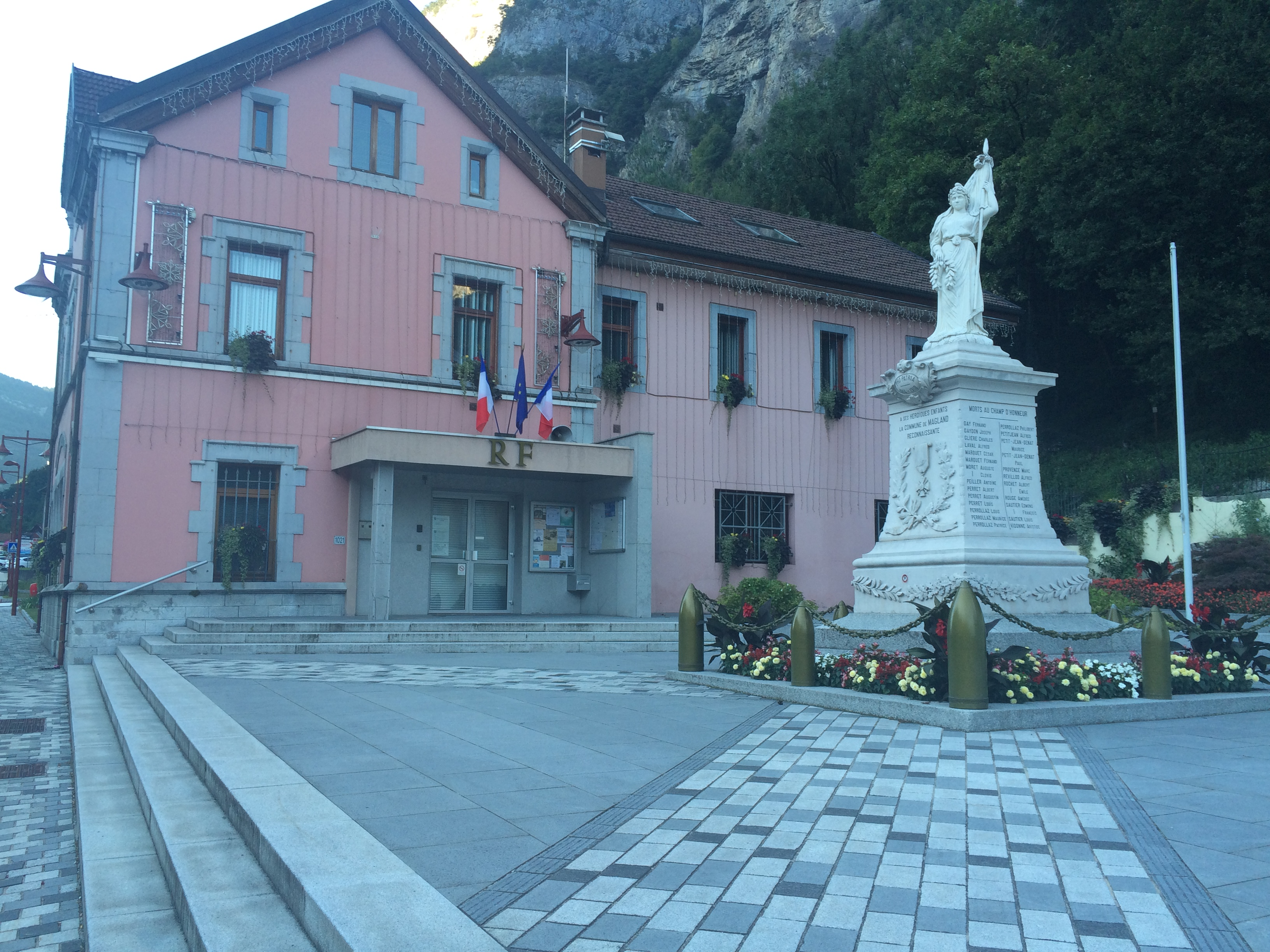
Mairie et monument aux morts de Magland, août 2016.

### Liste des maires
| Période                                  | Période                       | Identité                               | Étiquette | Qualité                                                                                      |
| ---------------------------------------- | ----------------------------- | -------------------------------------- | --------- | -------------------------------------------------------------------------------------------- |
| 1795                                     | 1802                          | Pierre Marie Thevenet                  | ...       | ...                                                                                          |
| 1860                                     | mai 1861                      | Maurice Sautier                        | ...       | ...                                                                                          |
| mai 1861                                 | février 1867                  | François Petit-Jean                    | ...       | ...                                                                                          |
| février 1867                             | janvier 1878                  | Jean-François Perrollaz (dit "Saucet") | ...       | Horloger                                                                                     |
| janvier 1878                             | octobre 1893                  | Jean-Mathias Crettiez                  | ...       | Négociant                                                                                    |
| octobre 1893                             | mars 1912                     | Jean-Claude Fontaine (dit "Coquet")    | ...       | ...                                                                                          |
| mars 1912                                | décembre 1919                 | Jean-Louis Perret                      | ...       | ...                                                                                          |
| décembre 1919                            | août 1932                     | Edouard Giguet                         | ...       | ...                                                                                          |
| août 1932                                | juin 1941                     | Louis Fontaine (dit "Coquet")          | ...       | Horloger                                                                                     |
| juin 1941                                | juin 1943                     | Louis Cordier                          | ...       | (délégation spéciale)                                                                        |
| juin 1943                                | septembre 1944                | Charles Perret                         | ...       | (délégation spéciale)                                                                        |
| septembre 1944                           | novembre 1947                 | Sulpice Perrollaz                      | ...       | ...                                                                                          |
| novembre 1947                            | décembre 1956                 | Francis Anthoine                       | ...       | ...                                                                                          |
| décembre 1956                            | mars 1965                     | Joseph Sautier                         | ...       | ...                                                                                          |
| mars 1965                                | mars 1983                     | Jean Vulpillière (dit "JeanJean")      | ...       | ...                                                                                          |
| mars 1983                                | mai 2020                      | René Pouchot                           | DVD       | Décolleteur                                                                                  |
| mai 2020                                 | En cours (au 19 janvier 2021) | Johann Ravailler                       | SE        | Policier municipal à Sallanches 8e vice-président de la CC Cluses-Arve et Montagnes(2020 → ) |
| Les données manquantes sont à compléter. |                               |                                        |           |                                                                                              |

### Jumelages
Magland est jumelée avec la commune italienne Barzio de la province de Lecco dans la région Lombardie en Italie.

## Population et société

### Démographie
L'évolution du nombre d'habitants est connue à travers les recensements de la population effectués dans la commune depuis 1793. Pour les communes de moins de 10 000 habitants, une enquête de recensement portant sur toute la population est réalisée tous les cinq ans, les populations de référence des années intermédiaires étant quant à elles estimées par interpolation ou extrapolation. Pour la commune, le premier recensement exhaustif entrant dans le cadre du nouveau dispositif a été réalisé en 2004.

En 2022, la commune comptait 3 242 habitants, en évolution de −1,73 % par rapport à 2016 (Haute-Savoie : +6,01 %, France hors Mayotte : +2,11 %).
| 1793  | 1800  | 1806  | 1822  | 1838  | 1848  | 1858  | 1861  | 1866  |
| ----- | ----- | ----- | ----- | ----- | ----- | ----- | ----- | ----- |
| 1 472 | 1 749 | 1 778 | 1 907 | 1 925 | 1 972 | 1 477 | 1 615 | 1 645 |

| 1872  | 1876  | 1881  | 1886  | 1891  | 1896  | 1901  | 1906  | 1911  |
| ----- | ----- | ----- | ----- | ----- | ----- | ----- | ----- | ----- |
| 1 659 | 1 676 | 1 576 | 1 595 | 1 647 | 2 000 | 1 748 | 1 650 | 1 620 |

| 1921  | 1926  | 1931  | 1936  | 1946  | 1954  | 1962  | 1968  | 1975  |
| ----- | ----- | ----- | ----- | ----- | ----- | ----- | ----- | ----- |
| 1 436 | 1 396 | 1 382 | 1 391 | 1 419 | 1 669 | 2 018 | 2 168 | 2 232 |

| 1982  | 1990  | 1999  | 2004  | 2006  | 2009  | 2014  | 2019  | 2022  |
| ----- | ----- | ----- | ----- | ----- | ----- | ----- | ----- | ----- |
| 2 630 | 2 861 | 2 801 | 2 929 | 2 896 | 3 086 | 3 265 | 3 240 | 3 242 |

### Enseignement
Ce village comporte trois écoles : l'école primaire du chef-lieu, l'école primaire de Gravin et l'école maternelle.

### Magasins
Magland abrite quelques magasins comme des boulangeries, un Super U (depuis fin 2014), un bureau de tabac, une pharmacie, des boucheries, une fromagerie. Jusqu'en 2018 Magland disposais d'un Petit Casino qui ferma définitivement.

### Associations
Associations Sportives
| Nom                                                 | President(e)s actuel(le)s | Notes                                                          |
| --------------------------------------------------- | ------------------------- | -------------------------------------------------------------- |
| Ski Club de Magland                                 | Sébastien Moenne          | 65 enfants licenciés (2019)                                    |
| A 2 Motards                                         | Jérôme Leseurre           |                                                                |
| Club de foot USM                                    | Philippe Riand            | club féminin en entente avec le Cluses Scionzier Football Club |
| Inter Club Magland Desert Blanc (ski club)          | François Simond           | Compétition et loisir                                          |
| Judo Club de Magland                                | Bertrand Vauthay          | Compétition et loisir (éducatif)                               |
| Les foulées de l'Arve                               | Catherine Hubault         | Marche nordique et running                                     |
| Magland Badminton                                   | Yohann David Jung         |                                                                |
| Moto Club les Pots Rouges                           | Karl Leroy                |                                                                |
| Pétanque Maglancharde                               | Jérôme Perret             |                                                                |
| Saut de falaise de la Vallée de l’Arve et du Griffe | Cédric Rabinand           | [ 25 ]                                                         |
| TEAM GAYPE                                          | Mathieu Gay-Perret        |                                                                |
| Tennis Club de Magland                              | Karyne Stolcis            |                                                                |

## Culture et patrimoine

### Lieux et monuments

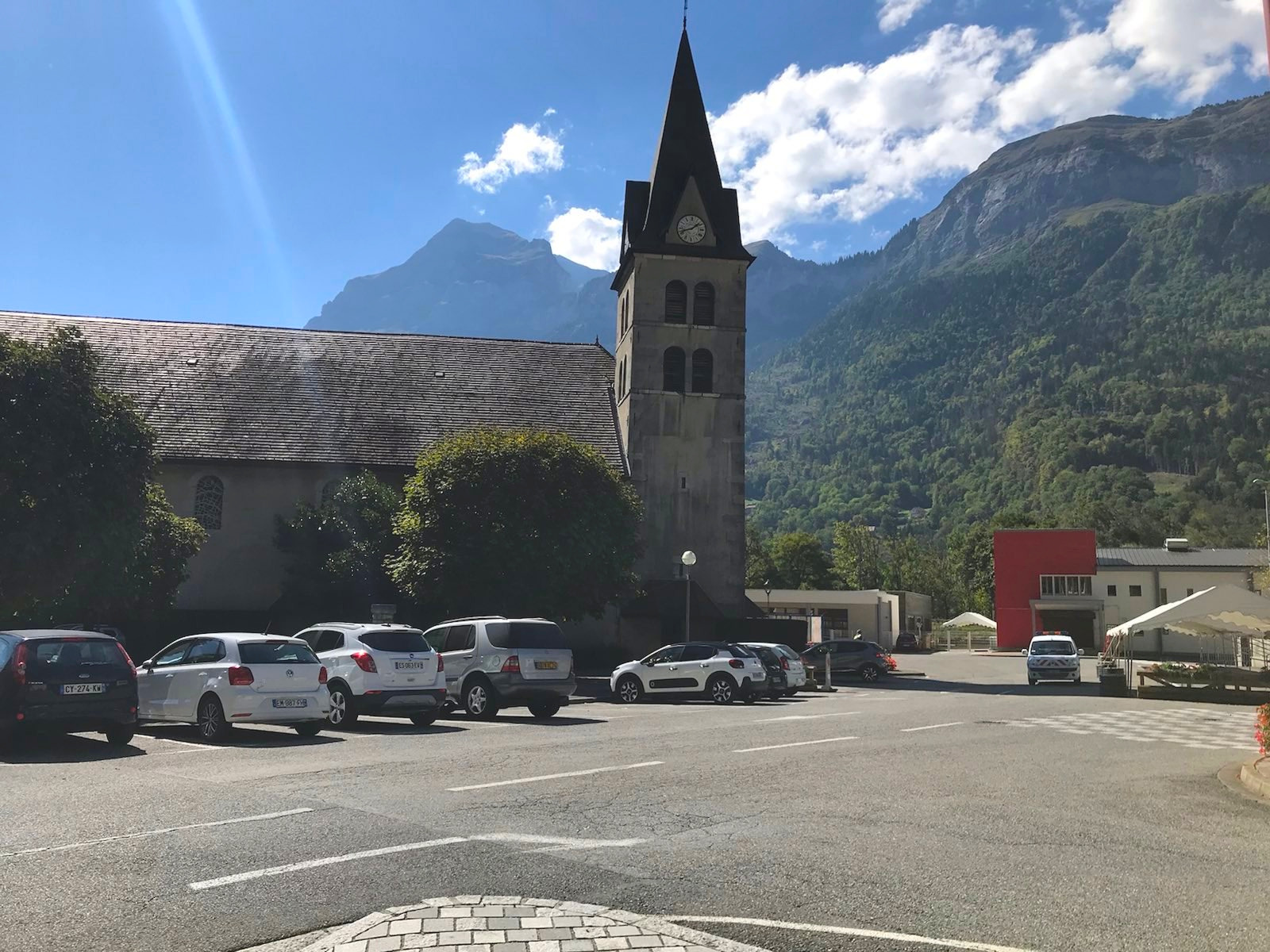
Église Saint-Maurice de Magland avec la pointe d'Areu en arrière-plan.

Magland abrite plusieurs lieux et monuments :
- Église dédiée au saint patron Maurice, dans un style néo-classique dit « sarde »[Note 4], édifiée par le maître-maçon Joseph Pelissier, de Samoëns ;
- Maison forte de Loche (1372), rue Nationale, aménagée en auberge au XXe siècle. Elle est inscrite en 1994, au titre des Monuments historiques[28] ;
- Château ou tour de Bellegarde (maison forte attestée dès 1367)[29],[30], son pseudo-crénelage servait à l'aération des combles, car il n'était pas rare de conserver les récoltes dans les « greniers »[31] ;
- Maison forte de Thural[32] ;
- Tour Clerton (indice) ;
- Tour Noire (1476) ;
- Maison forte du Crochet (1307) ;
- Grotte de Balme ;
- Station de ski de Flaine est implanté sur le territoire de la commune ;

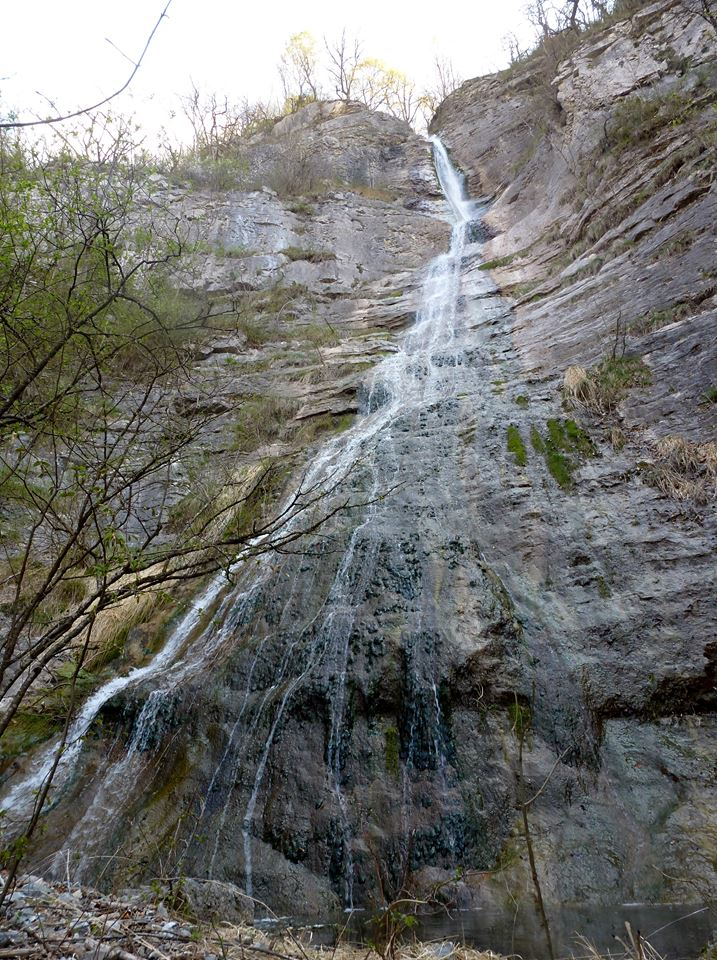
Cascade d'Oëx.

- Carrière de Magland, créée en 1880 et la fin de son exploitation est en 2002. Elle a permis de construire des routes, des chemins de montagne. Par exemple sa pierre a permis de construire la gare de Magland[réf. nécessaire] ;
- Cascade de Magland, accessible à partir d'un sentier de randonnée, derrière la mairie ;
- Cascade d'Oëx.

### Espaces verts et fleurissement
En 2014, la commune obtient le niveau « une fleur » au concours des villes et villages fleuris.

### Gastronomie
- Saucisse de Magland

### Héraldique
| Blason de Magland | Blason  | Tranché : au premier d'azur à la marque au quatre de chiffre des colporteurs savoyards d'or, au second de gueules aux trois glands d'or posés à plomb mal ordonnés ; à la cotice d'argent brochant sur la partition. |
| Blason de Magland | Détails | Armes parlantes. Présenté sur le site de la commune, adopté en 1984. |